# Antim I
Antim I (în bulgară Антим I, numele laic Atanas Mihailov Chalakov, bulgară Aтанас Михайлов Чалъков; 1816 – 1 decembrie 1888) a fost un învățat și cleric bulgar, participant la mișcarea de eliberare bulgară și de independență a bisericii. A fost primul șef bulgar al Exarhatului bulgar, post pe care l-a deținut în anii 1872-1877. A fost, de asemenea, primul președinte al Adunării Naționale a Bulgariei. A prezidat Adunarea Constituantă și prima Mare Adunare Națională din 1879.
Antim I s-a născut în Lozengrad în Tracia Răsăriteană (azi Kırklareli, Turcia) și a devenit un călugar la mănăstirea Hilandar din Muntele Athos.
El a studiat la Seminarul din Halki (pe Insulele Principilor, aproape de Constantinopol), precum și în Odesa. A absolvit Academia Teologică din Moscova (la Lavra Troitse Sf. Serghie) în 1856. A fost hirotonit ieromonah de către mitropolitul Moscovei, Filaret Drozdov.
A fost arhiepiscop de Preslav (din 1861), iar apoi de Vidin (din 1868).
După ce a declarat în mod unilateral o biserică națională independentă a bulgarilor pe 11 mai 1872, a fost caterisit de sinodul patriarhal al Patriarhiei Ecumenice, sub a cărui jurisdicție canonică a fost consacrat episcop. Condamnarea a fost mai târziu confirmată de sinodul de la Constantinopol din luna septembrie a aceluiași an.
A murit în 1888 la Vidin. Mausoleul său se află în curtea Arhiepiscopiei Vidinului.

## Cinstea memoriei
Vârful Antim din lanțul muntos Imeon de pe Insula Smith, parte a Insulelor Shetlandul de Sud, Antarctica, este numit după Antim I.